# Gran Premio di Abu Dhabi 2024
Il Gran Premio di Abu Dhabi 2024 è stata la ventiquattresima e ultima prova della stagione 2024 del campionato mondiale di Formula 1. La gara si è disputata domenica 8 dicembre sul circuito di Yas Marina, posto sull'isola omonima, negli Emirati Arabi Uniti, ed è stata vinta dal britannico Lando Norris su McLaren-Mercedes, al quarto successo in carriera; Norris ha preceduto sotto la bandiera a scacchi i due piloti della Ferrari, lo spagnolo Carlos Sainz Jr., secondo, e il monegasco Charles Leclerc, terzo.
La McLaren si aggiudica per la nona volta nella propria storia il campionato costruttori, al primo titolo dal 1998 con Mika Häkkinen e David Coulthard. La scuderia di Woking equaglia i titoli della Williams, al secondo posto di sempre, ed è il terzo costruttore a vincere il titolo nell'era turbo-ibrida dal 2014 dopo la Mercedes e la Red Bull Racing, e il secondo dell'era a effetto suolo dal 2022 dopo la scuderia austriaca.
Il Gran Premio segna l'ultima gara in Formula 1 per il danese Kevin Magnussen della Haas. All'intero weekend di gara hanno assistito 190 000 spettatori, nuovo record per il Gran Premio di Abu Dhabi sul circuito di Yas Marina. Il precedente primato apparteneva all'edizione del 2023, caratterizzata da una presenza di 170 000 spettatori nel fine settimana.

## Vigilia

### Analisi per il campionato costruttori
La McLaren e la Ferrari hanno entrambe l'opportunità di conquistare il nono o il diciassettesimo titoli costruttori, il primo dal 1998 per la scuderia di Woking, e il primo dal 2008 per il team di Maranello. La McLaren comanda la classifica costruttori con 640 punti, 21 punti davanti alla Ferrari. I punti assegnabili in questo appuntamento sono 44. La McLaren sarebbe campione con un terzo o quarto posto, anche in caso di doppietta della Ferrari con il giro più veloce. La scuderia britannica è campione in caso di arrivo a pari punti senza la vittoria della Ferrari, per effetto del maggior numero di secondi posti stagionali. La Ferrari sarebbe campione nel caso di arrivo a pari punti con vittoria, per effetto del maggior numero di vittorie stagionali. Il team italiano sarebbe campione anche con un quarto o quinto posto, ma con la McLaren fuori dalla zona dei punti. Il Gran Premio di Abu Dhabi assegna il mondiale costruttori per la seconda volta dopo l'edizione del 2021. Il titolo viene assegnato nell'ultima gara del campionato per la diciannovesima volta nella storia del mondiale sulle sessantasette stagioni in cui viene proclamato, per l'ottava volta tra McLaren e Ferrari, e per la prima volta dal 2008.

### Aspetti tecnici
Per questo Gran Premio la Pirelli, fornitore unico degli pneumatici, offre la scelta tra gomme di mescola C3, C4 e C5, la tipologia di mescole più morbide che caratterizza l'intera gamma messa a disposizione dall'azienda fornitrice degli pneumatici per il campionato. La Pirelli conferma la stessa tipologia di pneumatici come a partire dall'edizione 2019 del Gran Premio. Essa viene stabilita per la tredicesima e ultima volta in stagione, la prima dal Gran Premio di Las Vegas. La tipologia degli pneumatici è la più selezionata della stagione tra i ventiquattro Gran Premi.
Dopo le importanti modifiche al circuito di Yas Marina introdotte nell'edizione del 2021, che lo hanno reso molto più veloce, esso offre diverse opportunità di sorpasso. Le forze esercitate sugli pneumatici sono in generale medio-basse, vista la scarsità di curve ad alta velocità. L'asfalto offre scarsa aderenza e ha un livello di rugosità nella media. Il graining può avere un impatto significativo.
La Federazione conferma le due tradizionali zone del Drag Reduction System stabilite dall'edizione inaugurale del 2009 quando il circuito di Yas Marina debuttò del calendario del campionato mondiale di Formula 1. La prima zona è fissata sul lungo rettilineo posto tra la curva 5 e la curva 6, con detection point stabilito prima della curva 5, mentre la seconda zona è fissata tra la curva 8 e la curva 9, con punto di rilevamento del distacco fra piloti stabilito dopo la curva 7. Rispetto all'edizione precedente, il punto di attivazione per zona compresa tra la curva 5 e la curva 6 viene modificato. Se in precedenza era posto 210 metri dopo la curva 5, ora è posizionato 50 metri più avanti, sempre dopo quest'ultima.
Rispetto all'edizione del 2023, il tracciato è oggetto di modifiche. La recinzione per detriti alla curva 3 sul lato sinistro è stata rialzata a 3,5 metri. Il margine erboso sul lato destro alla curva 4 è stato sostituito con asfalto. L'erba artificiale è stata rimossa sul lato destro alla curva 1 e alla curva 4, e sul lato sinistro alla curva 7. Il guard rail sul lato destro alla curva 11 è stato esteso per quattro metri, all'altezza dell'accesso per veicoli. Tutte le videocamere a circuito chiuso sono state sostituite con delle nuove. La linea bianca alle curve 5 e 9 sul lato destro è stata spostata più a destra per ridurre la distanza tra essa e la parte posteriore del cordolo; quella alle curve 15 e 16 sul lato sinistro è stata spostata più a sinistra, per lo stesso motivo. La Federazione stabilisce che qualsiasi pilota che non percorre correttamente sia l'ingresso che l'uscita della curva 16 vede il tempo sul giro e immediatamente quello successivo invalidato dai commissari sportivi. L'organo mondiale dell'automobilismo rende noto che al termine della gara del precedente Gran Premio del Qatar, tra le prime dieci vetture classificate è stata sorteggiata la Ferrari di Charles Leclerc per le verifiche tecniche. Le ispezioni hanno riguardato l'elettronica di controllo e il relativo software secondo gli articoli 8.2 e 8.3 del regolamento tecnico. Gli elementi ispezionati sono risultati essere conformi al regolamento.
Prima dell'inizio della prima sessione di prove libere del venerdì, la direzione gara rende noto che è proibito sorpassare nella corsia di uscita dai box, a meno che una vettura non rallenti a causa di un problema evidente. Sulla vettura di Alexander Albon e Franco Colapinto vengono installate rispettivamente la sesta scatola del cambio e la sesta trasmissione, e la settima unità degli stessi componenti. Entrambi i piloti della Williams sono penalizzati di cinque posizioni sulla griglia di partenza in quanto i nuovi componenti installati superano quelli utilizzabili nel numero massimo stabilito dal regolamento tecnico. Sulla vettura di Charles Leclerc viene installata la terza unità relativa al sistema di recupero dell'energia, e sulla vettura di Fernando Alonso la seconda unità relativa all'unità di controllo elettronico. Lo spagnolo dell'Aston Martin non è penalizzato sulla griglia di partenza in quanto il nuovo componente installato rientra tra quelli utilizzabili nel numero massimo stabilito dal regolamento tecnico; il monegasco della Ferrari è penalizzato di dieci posizioni in quanto il nuovo componente installato supera quelli utilizzabili nel numero massimo stabilito dal regolamento tecnico.

### Aspetti sportivi
Il Gran Premio rappresenta il ventiquattresimo e ultimo appuntamento stagionale a distanza di una settimana dalla disputa del Gran Premio del Qatar, ventitreesima gara del campionato. Per l'undicesima e ultima volta in stagione, il calendario prevede una prova a distanza di una settimana dall'altra. Il mondiale resta in Medio Oriente per la settima e ultima prova complessiva nel continente asiatico. Il Gran Premio è il decimo e ultimo evento dopo la pausa estiva, la seconda di due prove programmate nel mese di dicembre, e la dodicesima e ultima gara della seconda parte di stagione. La corsa, che si disputa in dicembre per la prima volta dall'edizione del 2021, termina l'ultimo trittico di gare del campionato, dopo i precedenti Gran Premi di Las Vegas e del Qatar, a chiudere il campionato con il numero record di ben ventiquattro appuntamenti. La stagione si conclude due settimane più tardi rispetto al 2023. La disputa di tre Gran Premi per tre settimane consecutive avvenne, per la prima volta in assoluto nella storia della categoria, nel campionato 2018, in un'occasione, così come nel 2022 e 2023, e per tre volte ciascuno nel 2020 e 2021. Il mondiale disputa un appuntamento su un tracciato permanente per il secondo weekend di gara consecutivo. L'appuntamento di Abu Dhabi è l'ultimo della stagione per la tredicesima volta. Fin dall'edizione inaugurale del 2009, il Gran Premio è stato appannaggio dell'ultima prova dell'anno, eccezione fatta per le stagioni 2011, 2012 e 2013, in cui il soppresso Gran Premio del Brasile fu scelto come l'ultima gara. Il contratto per l'inserimento della gara nel calendario mondiale, che prevede la disputa della corsa come ultima prova del campionato, sempre sul circuito di Yas Marina, è stato rinnovato nel mese di dicembre 2021 fino alla stagione 2030. Sponsor del Gran Premio è la tradizionale compagnia locale di bandiera Etihad Airways. A questa edizione assistono 190 000 spettatori nel corso del weekend di gara, il quale rappresenta il record assoluto per il Gran Premio. Il precedente primato apparteneva all'edizione del 2023, caratterizzata da una presenza di 170 000 spettatori nel fine settimana.
Presente nel calendario del campionato mondiale di Formula 1 dalla stagione 2009, il Gran Premio di Abu Dhabi vede la disputa della sua sedicesima edizione. Una volta aggiunto al calendario del campionato mondiale di Formula 1, il Gran Premio fu il secondo della storia della categoria a disputarsi in Medio Oriente, dopo il Gran Premio del Bahrein, debuttante nella stagione 2004. Esso è il quarto attuale Gran Premio ospitato da una nazione del Medio Oriente, dopo quelli di Bahrein, d'Arabia Saudita e del Qatar, ed è il quinto complessivo nella storia del mondiale in questa area geografica considerando quello di Sakhir del 2020. Il circuito di Yas Marina, sede della gara, è il tracciato ad aver ospitato tutte le edizioni della corsa, su due principali configurazioni. La prima utilizzata dall'edizione inaugurale del 2009 fino all'edizione del 2020, mentre la seconda in uso dall'edizione 2021. I cambiamenti per la seconda configurazione furono apportati al fine di favorire i sorpassi, e rendere il tracciato più veloce. È l'unico circuito fra tutti quelli presenti in calendario dove l'uscita della corsia dei box percorre un breve tratto caratterizzato da un sottopassaggio. Fin dalla prima edizione fu annunciato che l'inizio della gara era stato posticipato alle 17:00 ore locali, per favorirne la visione al pubblico europeo, con la gara partente al tramonto e terminante in notturna.
Lewis Hamilton della Mercedes detiene il maggior numero di successi e di pole position nel Gran Premio di Abu Dhabi (5), oltre che di podi (10). Dei piloti partecipanti al campionato, il campione del mondo Max Verstappen della Red Bull Racing ha trionfato quattro volte, mentre Valtteri Bottas della Sauber per una volta. Entrambi hanno rispettivamente lo stesso numero di pole position. L'olandese è l'unico pilota ad aver messo a segno quattro vittorie e quattro pole position consecutive. Dei piloti attuali, Hamilton ha tre giri più veloci, a una lunghezza dal record di Sebastian Vettel, Verstappen due, mentre Fernando Alonso dell'Aston Martin, Lando Norris della McLaren e Bottas uno a testa. La Red Bull Racing è il team più vincente e quella col maggior numero di pole position (7), oltre che di giri più veloci (6), mentre la Mercedes quella con più podi (14). Dei team attuali, la scuderia tedesca ha trionfato per sei volte, mentre la McLaren una volta. La Mercedes ha segnato sei pole position e la McLaren due. Ferrari e Mercedes hanno tre giri più veloci a testa, mentre la McLaren due. La Red Bull Racing ha tredici podi, la Ferrari dieci, la McLaren quattro e la Williams due. Delle quindici edizioni disputate, la gara è stata vinta per dieci volte dalla pole position (66,67%). La posizione più indietro dal quale è stata vinta la corsa è la quarta. A partire dal 2015 il vincitore è sempre partito dalla prima piazzola. Il Gran Premio ha assegnato il titolo piloti per quattro volte, e quello costruttori per una volta. Nell'edizione del 2014 i punti assegnati furono raddoppiati. Fino all'edizione del 2019, la corsa è stata vinta solo da vetture motorizzate Mercedes o Renault. La gara del 2021 fu la seconda nella storia del mondiale ad assegnare il titolo piloti con due piloti a parimerito all'atto conclusivo dopo il 1974.
La Sauber viene iscritta al Gran Premio come Kick Sauber F1 Team, senza l'utilizzo nella denominazione dell'altro title sponsor della squadra, Stake. La scuderia svizzera ha adottato la stessa denominazione anche nei Gran Premi d'Australia, di Spagna, del Belgio e del Qatar nel weekend precedente. L'argentino Franco Colapinto della Williams, che ha preso il posto di Logan Sargeant a partire dal Gran Premio d'Italia, e il neozelandese Liam Lawson della RB, che ha sostituito Daniel Ricciardo dal Gran Premio degli Stati Uniti d'America, hanno già gareggiato sul circuito di Yas Marina. Colapinto ottenne un diciannovesimo posto nella sprint race e un ritiro nella feature race di Formula 2 del 2023. Lawson arrivò quinto, sesto e ventesimo nelle tre gare di Formula 2 del 2021, primo nella sprint race e terzo nella feature race del 2022. Il neozelandese prese parte alla prima sessione di prove libere per conto della Red Bull Racing nell'edizione 2022. Il pilota di riserva dell'Alpine, Jack Doohan, prende il posto del titolare Esteban Ocon in questo appuntamento, dopo che a quest'ultimo è stato permesso di lasciare la squadra per guidare per la Haas nei test post-stagione, scuderia con la quale gareggerà nel 2025. Per Doohan è il debutto in un Gran Premio di Formula 1 e sceglie il 61 quale numero di gara, utilizzato per l'ultima volta da Eddie Johnson nella 500 Miglia di Indianapolis 1958. Doohan è il sedicesimo pilota della storia del mondiale di nazionalità australiana a prendere parte ad una gara. Egli è già stato schierato in stagione durante la prima sessione di prove libere del Gran Premio del Canada, al posto di Ocon, e nel Gran Premio di Gran Bretagna, al posto di Pierre Gasly. L'australiano ha già corso sul circuito di Yas Marina, ottenendo un terzo posto, un ritiro e un secondo posto nelle tre gare della Formula 3 asiatica del 2019-2020, un undicesimo posto, un ottavo e un ritiro nelle tre gare in Formula 2 nel 2021, un settimo posto nella sprint race e un ritiro nella feature race nel 2022, e un sesto posto nella sprint race e la vittoria nella feature race nel 2023, sempre in Formula 2. È stato schierato nella prima sessione di prove libere nell'edizione 2022 e 2023. L'Alpine corre con una speciale livrea in rosa, realizzata in collaborazione con lo sponsor BWT. Essa è già stata utilizzata a Las Vegas e in Qatar.
Lewis Hamilton disputa l'ultimo Gran Premio con la Mercedes dopo dodici stagioni prima dell'approdo in Ferrari nel 2025, ponendo fine alla sua serie record di stagioni consecutive al volante di una vettura di un singolo costruttore. Egli gareggerà per la prima volta con una vettura spinta da un propulsore diverso da quello Mercedes. Alla scuderia di Maranello, Hamilton prenderà il posto dello spagnolo Carlos Sainz Jr., che lascia il costruttore italiano dopo quattro stagioni per passare alla Williams. Inizialmente Sainz Jr. avrebbe dovuto sostituire lo statunitense Logan Sargeant, ma quest'ultimo è stato sostituito dall'argentino Franco Colapinto dal Gran Premio d'Italia. Hamilton sarà invece rimpiazzato dall'italiano Andrea Kimi Antonelli, proveniente dalla Formula 2. Il tedesco Nico Hülkenberg e il danese Kevin Magnussen lasciano la Haas a fine stagione. Hülkenberg lascia la scuderia statunitense dopo due stagioni per approdare alla Sauber, col quale ha gareggiato l'ultima volta nel 2013. Il tedesco sarà sostituito dal britannico di riserva della squadra, Oliver Bearman, proveniente dalla Formula 2, e che ha già corso in questo campionato con la Ferrari nel Gran Premio d'Arabia Saudita, e nel Gran Premio d'Azerbaigian e in quello di San Paolo con la stessa Haas. Magnussen lascia la squadra dopo sette stagioni attraverso due periodi. Egli sarà rimpiazzato dal francese Esteban Ocon dell'Alpine, che ha corso l'ultima gara con il team di Enstone nel precedente Gran Premio del Qatar per permettergli di guidare per la Haas nei test post-stagione. Il posto di Ocon, viene occupato, già in questo Gran Premio, dall'australiano di riserva Jack Doohan. Il finlandese Valtteri Bottas e il cinese Zhou Guanyu corrono l'ultima gara con la Sauber. Il posto al fianco di Hülkenberg sarà occupato dal brasiliano Gabriel Bortoleto, proveniente dalla Formula 2. Il costruttore RB corre l'ultima gara sotto questa denominazione. Esso cesserà di usare l'acronimo e sarà iscritto come Racing Bulls dal 2025. Per Bottas, Magnussen e Zhou è l'ultima gara nella categoria, non essendo sotto contratto per gareggiare da titolare nel 2025. Il finlandese, alla duecentoquarantaseiesima partenza, ha debuttato nella categoria con la Williams nel Gran Premio d'Australia 2013 e da allora ha ottenuto dieci successi, 67 podi e dodici pole position. Magnussen, alla centoottantacinquesima partenza, ha debuttato con la McLaren nel Gran Premio d'Australia 2014 e da allora ha conquistato un podio e una pole position. Zhou, alla sessantottesima partenza, ha debuttato con l'ex scuderia Alfa Romeo nel Gran Premio del Bahrein 2022 e ha ottenuto fin'ora sette piazzamenti a punti, sei con l'ex costruttore italiano e uno con la Sauber.
Sei giovani piloti prendono parte alla prima sessione di prove libere del venerdì secondo quanto previsto nel regolamento sportivo valevole dal 2022, in cui tutte le squadre iscritte al campionato hanno l'obbligo di schierare, durante le sessioni di prove libere, almeno due piloti giovani che non abbiano corso in più di due Gran Premi, in due occasioni, uno su ciascuna vettura. Il brasiliano di riserva dell'Aston Martin, Felipe Drugovich, al posto dello canadese Lance Stroll, con il numero 34. Drugovich è già stato schierato nella stessa sessione del Gran Premio di Città del Messico, al posto dello spagnolo Fernando Alonso. Il francese di riserva della Red Bull Racing e di Formula 2 per il team Campos, Isack Hadjar, al posto dell'olandese Max Verstappen, con il numero 37. Hadjar è già stato schierato nella stessa sessione del Gran Premio di Gran Bretagna, al posto del messicano Sergio Pérez. Il britannico della Williams e di Formula 2 per il team ART Grand Prix, Luke Browning, al posto del thailandese Alexander Albon, con il numero 46. Il giapponese della McLaren, Ryō Hirakawa, al posto dell'australiano Oscar Piastri, con il numero 28. L'altro giapponese della Super Formula e di riserva della RB, Ayumu Iwasa, al posto del connazionale Yuki Tsunoda, con il numero 40. Iwasa è già stato schierato nella stessa sessione del Gran Premio del Giappone, al posto all'epoca dell'australiano titolare Daniel Ricciardo. Il monegasco di riserva della Ferrari, Arthur Leclerc, al posto dello spagnolo Carlos Sainz Jr., con il numero 39. Insieme a Charles Leclerc, è la prima volta nella storia che due fratelli scendono in pista nella stessa sessione con il medesimo team. Per Browning, Hirakawa e Leclerc è il debutto in una sessione ufficiale.
L'ex pilota di Formula 1, il britannico Derek Warwick, è nominato commissario aggiunto per la gara. Ha svolto già in passato tale funzione, l'ultima nel precedente Gran Premio del Qatar. Warwick fu nominato commissario aggiunto anche per le edizioni del 2011, 2012, 2015, 2019 e 2021. È la casa automobilistica tedesca Mercedes a fornire la safety car e la medical car, per l'ultima volta fornitrice delle vetture nel precedente weekend di gara a Lusail.

## Prove

### Resoconto
Leclerc si afferma nella prima sessione di prove libere. Il monegasco, che ha saltato la prima mezz'ora di test per problemi tecnici, ha preceduto di due decimi Lando Norris e Lewis Hamilton, e ha ottenuto un tempo di un secondo e sette decimi più rapido di quello della stessa sessione del 2023. Le Mercedes sono risultate competitive usando le gomme medie, mentre sono meno performanti utilizzando le gomme soft.
La Red Bull Racing è stata sanzionato di 900 euro da parte della Federazione in quanto Isack Hadjar ha superato la velocità minima stabilita dentro la corsia dei box. Al termine della sessione, Lewis Hamilton e Lando Norris vengono convocati dai commissari sportivi in quanto il britannico della Mercedes ha ostacolato il connazionale della McLaren, alla curva 16. Hamilton non riceve sanzioni.
La McLaren monopolizza la seconda sessione del venerdì, cogliendo primo e secondo tempo. Norris ha fatto segnare un tempo molto vicino a quello che valse la pole position dell'anno precedente. A sorpresa al terzo posto si è classificato Nico Hülkenberg, che comunque era risultato competitivo anche nella prima sessione. La Ferrari ha il quarto e sesto tempo, ma soprattutto ha dimostrato maggiori difficoltà nella simulazione di gara.
Durante le prime due sessioni di prove libere del venerdì, Lewis Hamilton e Pierre Gasly utilizzano l'assemblaggio di una trasmissione al di fuori dell'allocazione prevista secondo il regolamento tecnico. Entrambi i piloti non sono penalizzati sulla griglia di partenza in quanto tali operazioni rientrano tra quelle effettuabili nel numero massimo consentito dal regolamento tecnico.
Prima della terza sessione di prove libere del sabato, sulla vettura di Charles Leclerc viene installata la settima unità relativa all'impianto di scarico. Il pilota monegasco della Ferrari non è penalizzato sulla griglia di partenza in quanto il nuovo componente installato rientra tra quelli utilizzabili nel numero massimo stabilito dal regolamento tecnico.
Piastri e Norris si scambiano le prime due posizioni, nell'ultima sessione di prove libere. Il tempo dell'australiano è il migliore, anche se la temperatura dell'asfalto era più alta, di quella fatta registrare venerdì. Al terzo posto si è classificato Hamilton, che precede Max Verstappen che, a sua volta, a mostrato molta competitività con l'utilizzo delle gomme medie. Sono parse più in difficoltà le Ferrari, veloci solo nella parte centrale del tracciato.

### Risultati
Nella prima sessione del venerdì si è avuta questa situazione:
| Pos | Nº | Pilota          | Costruttore      | Tempo    | Gap    | Giri |
| --- | -- | --------------- | ---------------- | -------- | ------ | ---- |
| 1   | 16 | Charles Leclerc | Ferrari          | 1'24"321 |        | 19   |
| 2   | 4  | Lando Norris    | McLaren-Mercedes | 1'24"542 | +0"221 | 25   |
| 3   | 44 | Lewis Hamilton  | Mercedes         | 1'24"806 | +0"485 | 27   |

Nella seconda sessione del venerdì si è avuta questa situazione:
| Pos | Nº | Pilota          | Costruttore      | Tempo    | Gap    | Giri |
| --- | -- | --------------- | ---------------- | -------- | ------ | ---- |
| 1   | 4  | Lando Norris    | McLaren-Mercedes | 1'23"517 |        | 25   |
| 2   | 81 | Oscar Piastri   | McLaren-Mercedes | 1'23"751 | +0"234 | 28   |
| 3   | 27 | Nico Hülkenberg | Haas-Ferrari     | 1'23"979 | +0"462 | 28   |

Nella sessione del sabato si è avuta questa situazione:
| Pos | Nº | Pilota         | Costruttore      | Tempo    | Gap    | Giri |
| --- | -- | -------------- | ---------------- | -------- | ------ | ---- |
| 1   | 81 | Oscar Piastri  | McLaren-Mercedes | 1'23"433 |        | 16   |
| 2   | 4  | Lando Norris   | McLaren-Mercedes | 1'23"626 | +0"193 | 15   |
| 3   | 44 | Lewis Hamilton | Mercedes         | 1'23"823 | +0"390 | 18   |

## Qualifiche

### Resoconto
Il primo tempo di riferimento è quello di Lance Stroll, in 1'24"366. Pérez batte il tempo del canadese dell'Aston Martin, ma il suo rilievo cronometrico è annullato, per il mancato rispetto dei limiti della pista. Si avvicendano in testa Albon, Tsunoda e Verstappen (1'23"516). Charles Leclerc si pone secondo, Zhou Guanyu è quarto, prima che Sainz Jr. si porti al primo posto (1'23"487). Lawson e Bottas si portano nei primi dieci, così come Kevin Magnussen, che scala terzo, battendo anche Norris, che è quarto. In seguito è Oscar Piastri a prendere il quarto posto, al suo compagno di scuderia. I piloti della Mercedes colgono ottavo e nono tempo con, rispettivamente, Russell e Hamilton. Stroll risale ottavo, a soli 242 millesimi dal miglior tempo. Molti piloti si trovano in contemporanea in pista, con Pérez, una Sauber, e le due RB che rischiano un tamponamento. I commissari di pista rivalutano la loro decisione sul tempo di Sergio Pérez, che così rientra al terzo posto della graduatoria. Bottas scala primo: i piloti sono tutti molto vicini; Zhou, tredicesimo, è staccato di meno di quattro decimi dal tempo dell'altro pilota della Sauber. Pierre Gasly sale al quarto posto, prima che Leclerc porti la migliore prestazione a 1'23"302. Risultano più lente le McLaren: Norris è solo nono, prima che Piastri si porti all'ottavo posto. Hamilton non migliora la sua posizione, e resta diciottesimo, penalizzato da un paletto rimasto sotto la vettura, finito in quella posizione dopo essere stato colpito dalla vettura di Magnussen. Oltre all'ex campione del mondo, non accedono alla fase seguente Albon, Zhou, Colpinto e Doohan
In Q2 Verstappen chiude la sua prima prestazione in 1'22"998; George Russell termina a otto decimi, battuto da Nico Hülkenberg. Il tempo del tedesco è battuto, a sua volta, da Sainz Jr., poi è Norris che sale secondo. Leclerc, dopo aver sfiorato un incidente, chiude col settimo tempo. Yuki Tsunoda chiude terzo, prima che Piastri, aiutato dalla scia di Norris, lo batta, avendo colto la miglior prestazione nel primo settore. Hülkenberg rientra secondo, davanti a Gasly. Russell chiude col sesto tempo. Entrano nella decina dei migliori Pérez (settimo) e Stroll (decimo). Il canadese viene escluso dalla fase finale dal compagno di team Fernando Alonso, sesto. Poco dopo è ancora Leclerc a migliorare il suo primo posto, con 1'22"980: il tempo del monegasco è annullato, per il mancato rispetto dei limiti della pista. L'altro ferrarista, Carlos Sainz Jr., è secondo. Bottas rimonta nono. Sono esclusi dalla terza fase Tsunoda, Lawson, Stroll, Leclerc e Magnussen.
Tocca a Hülkenberg chiudere il primo giro della Q3, in 1'23"492; Russell e Pérez non sono in grado di battere il tempo del pilota della Haas, così come invece fa Verstappen (1'22"945), malgrado una piccola sbavatura all'ultima curva e al fatto che ha utilizzato gomme usate. Sainz Jr. chiude a meno di quattro decimi dal tempo del pilota della Red Bull Racing. Alonso è quarto, battuto da Gasly. Chi si avvicina molto al tempo di Verstappen è Piastri, a soli quaranta millesimi. La direzione di gara cancella il risultato dell'australiano, sempre per il mancato rispetto dei limiti di pista: anche in questo caso una revisione porta i commissari a rivalidare la prestazione di Piastri. Norris si piazza a quattro millesimi da Verstappen. Pérez risale quarto, battuto da Valtteri Bottas. In seguito Hülkenberg porta il tempo limite a 1'22"886. Gasly prende il quarto posto, prima che Piastri risalga primo (1'22"804). Sainz Jr. si migliora, ma non batte Piastri, così come invece fa Norris (1'22"595). Verstappen non è capace di migliorare, e resta quinto.
Lando Norris conquista la nona pole position in carriera, l'ottava della stagione e la prima dopo quella nel Gran Premio di San Paolo. Per la McLaren è la centosessantaquattresima partenza in prima posizione della storia, l'ottava del campionato, la prima dopo quella in Brasile con Norris, e la terza complessiva nel Gran Premio di Abu Dhabi, la prima dopo quella nell'edizione 2012 con Hamilton. Piastri è secondo, alla sesta prima fila in carriera e la quinta del campionato. L'australiano, qualificato dietro a Norris per la ventesima volta in stagione, è partito in prima fila per cinque volte in campionato, senza ottenere la pole position. La terza posizione di Sainz Jr. è la miglior qualifica per lo spagnolo in questo appuntamento.
Per Hülkenberg la quarta posizione è la miglior qualifica dal terzo posto nel Gran Premio del 70º Anniversario 2020. Il tempo del tedesco ha un ritardo di solamente 0"082 dalla prima fila. Hülkenberg ha raggiunto la Q3 in tutte le sue ultime sette apparizioni sul circuito di Yas Marina. Per Verstappen, quinto, è la peggior qualifica nel Gran Premio di Abu Dhabi dal 2018. In carriera l'olandese ha vinto partendo da dieci posizioni diverse, ma mai dalla quinta. Russell, settimo, interrompe la sua serie di tre gare partendo dalla prima fila, mentre Alonso è qualificato ottavo per il secondo weekend di gara consecutivo. La Sauber ottiene il miglior risultato in qualifica della stagione grazie al nono posto di Bottas. Pérez, decimo, è qualificato dietro al compagno Verstappen per la ventitreesima gara sulle ventiquattro stagionali. Tsunoda è qualificato davanti al compagno Lawson per soli 0"053, nonché per la sesta volta in altrettanti Gran Premi da quando il neozelandese è subentrato al posto di Ricciardo. Il giapponese non si è mai qualificato oltre l'undicesima posizione in questo appuntamento, mentre per Lawson è la miglior partenza dal Gran Premio di San Paolo. Stroll parte tredicesimo per la terza volta negli ultimi quattro Gran Premi di Abu Dhabi. Magnussen è promosso in quattordicesima posizione dopo la penalità di dieci posizioni di Leclerc, alla miglior partenza sul circuito di Yas Marina dal 2019. Fino a prima di questo appuntamento, il monegasco non era mai partito da una posizione inferiore alla dodicesima in questa gara. Albon subisce tre eliminazioni consecutive nel Q1 per la prima volta dalla prima metà della stagione 2022. Zhou, davanti a Bottas nelle ultime due qualifiche dell'anno, è diciassettesimo. Hamilton lascia la Mercedes con tre eliminazioni in Q1 nelle ultime sei gare; nei centosettanta weekend di gara precedenti, era stato eliminato nella prima fase solo tre volte. Colapinto conclude la stagione con cinque eliminazioni in Q1 nelle ultime sei gare. Con Ocon che ha fatto segnare il tempo più lento in Q1 nel precedente Gran Premio del Qatar, e Doohan che si è qualificato ultimo, l'Alpine presenta la vettura più lenta in due weekend di gara consecutivi con due piloti diversi.
Norris, alla quindicesima prima fila in carriera, eguaglia le pole position stagionali di Verstappen. Egli è il settimo pilota differente che ottiene la partenza al palo in sedici edizioni della gara sul circuito di Yas Marina, il primo britannico dopo Hamilton nell'edizione 2019, e il primo alla guida della McLaren dallo stesso Hamilton nel 2012. Norris interrompe una striscia di quattro pole position consecutive di Verstappen in questa gara e ottiene la nona partenza al palo in altrettanti Gran Premi e circuiti differenti. Il britannico supera le sette pole position di Hamilton del 2008 e del 2012, per il pilota McLaren con il più alto numero di partenze al palo nel ventunesimo secolo. La McLaren ottiene la sessantacinquesima doppietta in qualifica, la terza della stagione e la prima dopo quella nel Gran Premio d'Italia. La scuderia di Woking termina una striscia di undici pole position in questo appuntamento conquistate dalla Mercedes o dalla Red Bull Racing, ed eguaglia la scuderia austriaca per numero di partenze al palo stagionali. Norris e Piastri condividono la prima fila per la terza volta, sempre in quest'ordine, come nelle tre prime file stagionali ottenute dalla McLaren. Il pilota in pole position ha vinto le ultime nove edizioni della gara, il che rappresenta la seconda serie più lunga in assoluto, a una lunghezza del record stabilito sul circuito di Barcellona-Catalogna tra il 2001 e il 2010. 0"803 è stato il margine tra il pilota più rapido e quello più lento in Q1, appena al di sotto del record di sempre di 0"798 stabilito nel Gran Premio d'Austria. Otto scuderie diverse sono qualificate nei primi dieci.
Sono stati cancellati quattro tempi dai commissari sportivi ai piloti per non aver rispettato i limiti della pista, durante le qualifiche. Si sono visti cancellare il tempo Franco Colapinto, Lance Stroll e Charles Leclerc (alla curva 1), e Kevin Magnussen (alla curva 14). Magnussen, Sergio Pérez, Yuki Tsunoda e Carlos Sainz Jr. non ricevono sanzioni da parte dei commissari sportivi, per non aver rispettato le istruzioni stabilite dalla direzione gara. Tutti i piloti hanno superato il tempo limite di un minuto e trentacinque secondi valevole tra la seconda linea della safety car e la prima di essa. Magnussen e Pérez per due volte: nel corso del secondo e sesto giro in Q1 per il danese, e nel corso del quarto in Q1 e del tredicesimo in Q2 per il messicano; Tsunoda nel corso dell'ottavo giro in Q1 e Sainz Jr. nel corso del diciassettesimo in Q3.
Al termine delle qualifiche, Nico Hülkenberg viene convocato dai commissari sportivi per non aver seguito le istruzioni stabilite dalla direzione gara. Il tedesco della Haas ha superato due vetture nella sezione del tunnel dentro la corsia di uscita dai box, durante la Q1. Hülkenberg viene penalizzato di tre posizioni sulla griglia di partenza.

### Risultati
Nella sessione di qualifica si è avuta questa situazione:
| Pos                         | Nº | Pilota           | Costruttore                  | Q1       | Q2       | Q3       | Griglia |
| --------------------------- | -- | ---------------- | ---------------------------- | -------- | -------- | -------- | ------- |
| 1                           | 4  | Lando Norris     | McLaren-Mercedes             | 1'23"682 | 1'23"098 | 1'22"595 | 1       |
| 2                           | 81 | Oscar Piastri    | McLaren-Mercedes             | 1'23"640 | 1'23"199 | 1'22"804 | 2       |
| 3                           | 55 | Carlos Sainz Jr. | Ferrari                      | 1'23"487 | 1'22"985 | 1'22"824 | 3       |
| 4                           | 27 | Nico Hülkenberg  | Haas-Ferrari                 | 1'23"722 | 1'23"040 | 1'22"886 | 7       |
| 5                           | 1  | Max Verstappen   | Red Bull Racing-Honda RBPT   | 1'23"516 | 1'22"998 | 1'22"945 | 4       |
| 6                           | 10 | Pierre Gasly     | Alpine-Renault               | 1'23"548 | 1'23"086 | 1'22"984 | 5       |
| 7                           | 63 | George Russell   | Mercedes                     | 1'23"678 | 1'23"283 | 1'23"132 | 6       |
| 8                           | 14 | Fernando Alonso  | Aston Martin Aramco-Mercedes | 1'23"794 | 1'23"268 | 1'23"196 | 8       |
| 9                           | 77 | Valtteri Bottas  | Kick Sauber-Ferrari          | 1'23"481 | 1'23"341 | 1'23"204 | 9       |
| 10                          | 11 | Sergio Pérez     | Red Bull Racing-Honda RBPT   | 1'23"559 | 1'23"379 | 1'23"264 | 10      |
| 11                          | 22 | Yuki Tsunoda     | RB-Honda RBPT                | 1'23"735 | 1'23"419 | N.D.     | 11      |
| 12                          | 30 | Liam Lawson      | RB-Honda RBPT                | 1'23"733 | 1'23"472 | N.D.     | 12      |
| 13                          | 18 | Lance Stroll     | Aston Martin Aramco-Mercedes | 1'23"729 | 1'23"784 | N.D.     | 13      |
| 14                          | 16 | Charles Leclerc  | Ferrari                      | 1'23"302 | 1'23"833 | N.D.     | 19      |
| 15                          | 20 | Kevin Magnussen  | Haas-Ferrari                 | 1'23"632 | 1'23"877 | N.D.     | 14      |
| 16                          | 23 | Alexander Albon  | Williams-Mercedes            | 1'23"821 | N.D.     | N.D.     | 18      |
| 17                          | 24 | Zhou Guanyu      | Kick Sauber-Ferrari          | 1'23"880 | N.D.     | N.D.     | 15      |
| 18                          | 44 | Lewis Hamilton   | Mercedes                     | 1'23"887 | N.D.     | N.D.     | 16      |
| 19                          | 43 | Franco Colapinto | Williams-Mercedes            | 1'23"912 | N.D.     | N.D.     | 20      |
| 20                          | 61 | Jack Doohan      | Alpine-Renault               | 1'24"105 | N.D.     | N.D.     | 17      |
| Tempo limite 107%: 1'29"133 |    |                  |                              |          |          |          |         |

In grassetto sono indicate le migliori prestazioni in Q1, Q2 e Q3.

## Gara

### Resoconto
Tutti i piloti, a eccezione di Lewis Hamilton, che utilizza gomme a mescola dura, partono con gomme a mescola media.
Norris prende subito la testa del plotone; dietro Max Verstappen ha un contatto con Piastri ed entrambi rientrano in pista nelle retrovie; nelle posizioni di metà classifica si gira anche Sergio Pérez, toccato da Bottas; la direzione di gara impone il regime di virtual safety car. La direzione di gara, inoltre, commina dieci secondi di penalità a Verstappen e a Bottas. Alle spalle di Norris ci sono Sainz Jr., Gasly, Russell, Hülkenberg e Alonso. Leclerc, partito diciannovesimo, si trova, al termine del primo giro, già in ottava posizione. Poco dopo Piastri, sceso in ultima posizione, tampona Colapinto. Entrambi sono costretti ai box. Charles Leclerc passa, al settimo giro, Magnussen, e, in seguito, anche Alonso. Al dodicesimo giro il monegasco prende la quinta piazza a Hülkenberg, mentre Verstappen è settimo, dopo un sorpasso su Alonso. Due giri dopo sia lo spagnolo dell'Aston Martin che Nico Hülkenberg vanno al cambio gomme. Dopo la sosta di Gasly, Leclerc scala in quarta posizione. Il francese supera, dopo un bel duello, Yuki Tsunoda, per l'ottavo posto.
Leclerc si ferma al ventunesimo passaggio, rientrando ottavo. Il pilota della Ferrari recupera subito una posizione, per il pit stop di Liam Lawson, poi passa Gasly, e si ritrova sesto. Al ventiseiesimo giro si ferma Carlos Sainz Jr., seguito, il giro dopo, da Norris. Si ferma anche Russell. Dopo la sosta Sainz Jr. ha guadagnato due secondi su Norris. Verstappen, al trentesimo giro, effettua la sosta, scontando la penalità comminatagli a inizio gara, scendendo al di fuori della zona dei punti. La classifica vede sempre primo Lando Norris, che precede Sainz Jr., Hamilton, Leclerc, Russell, Gasly e Hülkenberg. Hamilton, ultimo a cambiare gli pneumatici, attende il trentacinquesimo giro per la sosta; il britannico della Mercedes rientra settimo in graduatoria. L'ex campione del mondo risale, passando Hülkenberg e Gasly. I due vengono superati, nei giri successivi, anche da Verstappen, che s'installa al sesto posto. Negli ultimi giri Norris amplia il margine su Sainz Jr., mentre Hamilton passa anche Russell.
Lando Norris vince il quarto Gran Premio in carriera. Per il britannico della McLaren è anche il quarto successo della stagione, il primo dopo quello nel Gran Premio di Singapore. Per la scuderia di Woking è la centottantanovesima vittoria della propria storia, la sesta del campionato e la prima dopo quella sul circuito di Marina Bay sempre con Norris, e la seconda nel Gran Premio di Abu Dhabi dopo quella dell'edizione 2011 con Hamilton. Con la seconda posizione Sainz Jr. ottiene il venticinquesimo podio con la Ferrari alla sua ultima gara con il costruttore, al nono posto di sempre nella storia della squadra. Per lo spagnolo è il quarto piazzamento della stagione nelle prime due posizioni. Leclerc chiude terzo e guadagna sedici posizioni rispetto alla sua posizione di partenza, alla migliore prestazione della sua carriera. La Ferrari presenta entrambe le vetture sul podio per la terza volta negli ultimi sei Gran Premi.
La quarta posizione di Hamilton è il suo miglior risultato in questo appuntamento dal 2021. Russell, quinto, diventa il primo compagno di squadra a battere Hamilton in classifica generale in due diverse stagioni del campionato dopo il 2022. Verstappen è sesto per la quarta volta in stagione, e interrompe una serie di quattro vittorie consecutive in questo appuntamento. Con la settima posizione di Gasly, l'Alpine chiude al sesto posto il mondiale costruttori. I tre migliori risultati della stagione di Gasly sono arrivati negli ultimi quattro Gran Premi. Il francese termina decimo in classifica piloti, scavalcando Hülkenberg, per l'unica volta che un pilota dell'Alpine è presente nei primi dieci per tutta la stagione. Per il tedesco, ottavo, è l'undicesimo piazzamento a punti dell'anno. Alonso chiude nono così come in classifica piloti, per il pilota più alto in classifica generale senza segnare nessun podio in stagione. Lawson non raggiunge la bandiera a scacchi per la prima volta in un Gran Premio a causa di un problema ai freni. Bottas, all'ultima gara con la Sauber, è ritirato ed è l'unico pilota titolare del campionato a non segnare punti. Colapinto è ritirato per la terza volta nelle ultime quattro gare. Pérez si ritira nel corso del primo giro per la sesta volta in carriera, e per la seconda volta in stagione dopo il Gran Premio di Monaco.
Norris, che vince per la seconda volta in carriera una gara conducendo tutti i giri in testa e che chiude secondo nel mondiale piloti, è il secondo pilota più vincente del campionato, dietro solo a Verstappen. Egli è il settimo pilota differente a vincere il Gran Premio di Abu Dhabi in sedici edizioni, il primo britannico da Hamilton nell'edizione del 2019, e il primo alla guida della McLaren dallo stesso Hamilton nella gara del 2011. Norris, che non era mai arrivato tra i primi quattro sul circuito di Yas Marina, vince nel quarto Gran Premio e circuito diverso in carriera. La McLaren è il secondo team più vincente del campionato, dietro solo alla Red Bull Racing. La scuderia britannica termina una striscia di vittorie a partire dall'edizione del 2013 appartenenti alla Red Bull Racing o alla Mercedes. La McLaren è l'unica squadra a non segnare nessun ritiro per tutto il campionato. La Ferrari segna il maggior numero di podi stagionali (22), mentre una vettura motorizzata Mercedes il più alto numero di vittorie (10). La Red Bull Racing si aggiudica per la settima stagione consecutiva il DHL Fastest Pit Stop Award con 552 punti e dieci pit stop più rapidi del campionato.
Leclerc è premiato pilota del giorno per la quinta volta in stagione, e per la diciassettesima volta complessiva dall'introduzione del riconoscimento nella stagione 2016, ed eguaglia Hamilton e Norris quale pilota più premiato, al terzo posto di sempre. È stato il più veloce Gran Premio di Abu Dhabi di sempre sul tempo della distanza di gara tra le due configurazioni del tracciato utilizzate, corso alla media di 212,247 km/h. La corsa è stata condotta solamente da un solo pilota per il secondo weekend di gara consecutivo, e viene vinta per l'undicesima volta dalla prima posizione sul circuito di Yas Marina, e per la decima edizione consecutiva dalla pole position, eguagliando il record del circuito di Barcellona-Catalogna tra il 2001 e il 2010. Norris, Sainz Jr. e Leclerc condividono il podio per la terza volta. Piastri è l'unico pilota ad aver completato tutti i giri e tutti i km della stagione. Il punto addizionale del giro più veloce non viene assegnato per la quattordicesima volta complessiva dopo essere stato reintrodotto nella stagione 2019, ottenuto da Magnussen fuori dalle prime dieci posizioni. Per il danese e per la Haas è il terzo giro più veloce. Magnussen è il dodicesimo pilota diverso del campionato autore del giro più veloce in ventiquattro gare. Il tempo di 1'25"637 rappresenta il rilievo cronometrico più rapido in condizioni di gara sul circuito di Yas Marina con la configurazione dal 2021, alla media di 222,002 km/h. Il precedente record di 1'26"103 fu appannaggio di Verstappen, alla media di 220,801 km/h.
La McLaren si aggiudica per la nona volta nella propria storia il campionato costruttori, al primo titolo dal 1998 con Mika Häkkinen e David Coulthard, a distanza di ventisei anni, il quale rappresenta un intervallo record tra due titoli per un costruttore. La scuderia di Woking equaglia i titoli della Williams, al secondo posto di sempre, ed è il terzo costruttore a vincere il titolo nell'era turbo-ibrida dal 2014 dopo la Mercedes e la Red Bull Racing, e il secondo dell'era a effetto suolo dal 2022 dopo la scuderia austriaca. Il Gran Premio di Abu Dhabi assegna il mondiale costruttori per la seconda volta dopo l'edizione del 2021. Il titolo viene assegnato nell'ultima gara del campionato per la diciannovesima volta nella storia del mondiale sulle sessantasette stagioni in cui viene proclamato, per l'ottava volta tra McLaren e Ferrari, e per la prima volta dal 2008. Per una vettura motorizzata Mercedes è l'undicesimo titolo nella storia, al terzo posto di sempre.
Sono stati cancellati 28 tempi dai commissari sportivi ai piloti per non aver rispettato i limiti della pista, durante la gara. Si sono visti cancellare il tempo quattro volte Lance Stroll (tutte e quattro le volte alla curva 1), tre volte Yuki Tsunoda (tutte e tre le volte alla curva 1), Liam Lawson (due volte alla curva 1 e una volta alla curva 6), Jack Doohan (tutte e tre le volte alla curva 1) e Oscar Piastri (due volte alla curva 1 e una volta alla curva 11), due volte Charles Leclerc (entrambe le volte alla curva 1), Kevin Magnussen (una volta alla curva 6 e una volta alla curva 1) e George Russell (entrambe le volte alla curva 1), una volta Max Verstappen, Fernando Alonso, Carlos Sainz Jr., Alexander Albon, Pierre Gasly e Lewis Hamilton (alla curva 1).

### Risultati
I risultati del Gran Premio sono i seguenti:
| Pos | Nº | Pilota           | Costruttore                  | Giri | Tempo/Ritiro             | Griglia | Punti |
| --- | -- | ---------------- | ---------------------------- | ---- | ------------------------ | ------- | ----- |
| 1   | 4  | Lando Norris     | McLaren-Mercedes             | 58   | 1h26'33"291              | 1       | 25    |
| 2   | 55 | Carlos Sainz Jr. | Ferrari                      | 58   | +5"832                   | 3       | 18    |
| 3   | 16 | Charles Leclerc  | Ferrari                      | 58   | +31"928                  | 19      | 15    |
| 4   | 44 | Lewis Hamilton   | Mercedes                     | 58   | +36"483                  | 16      | 12    |
| 5   | 63 | George Russell   | Mercedes                     | 58   | +37"538                  | 6       | 10    |
| 6   | 1  | Max Verstappen   | Red Bull Racing-Honda RBPT   | 58   | +49"847                  | 4       | 8     |
| 7   | 10 | Pierre Gasly     | Alpine-Renault               | 58   | +1'12"560                | 5       | 6     |
| 8   | 27 | Nico Hülkenberg  | Haas-Ferrari                 | 58   | +1'15"554                | 7       | 4     |
| 9   | 14 | Fernando Alonso  | Aston Martin Aramco-Mercedes | 58   | +1'22"373                | 8       | 2     |
| 10  | 81 | Oscar Piastri    | McLaren-Mercedes             | 58   | +1'23"821                | 2       | 1     |
| 11  | 23 | Alexander Albon  | Williams-Mercedes            | 57   | +1 giro                  | 18      |       |
| 12  | 22 | Yuki Tsunoda     | RB-Honda RBPT                | 57   | +1 giro                  | 11      |       |
| 13  | 24 | Zhou Guanyu      | Kick Sauber-Ferrari          | 57   | +1 giro                  | 15      |       |
| 14  | 18 | Lance Stroll     | Aston Martin Aramco-Mercedes | 57   | +1 giro                  | 13      |       |
| 15  | 61 | Jack Doohan      | Alpine-Renault               | 57   | +1 giro                  | 17      |       |
| 16  | 20 | Kevin Magnussen  | Haas-Ferrari                 | 57   | +1 giro                  | 14      |       |
| 17  | 30 | Liam Lawson      | RB-Honda RBPT                | 55   | Freni                    | 12      |       |
| Rit | 77 | Valtteri Bottas  | Kick Sauber-Ferrari          | 30   | Danni da incidente       | 9       |       |
| Rit | 43 | Franco Colapinto | Williams-Mercedes            | 26   | Motore                   | 20      |       |
| Rit | 11 | Sergio Pérez     | Red Bull Racing-Honda RBPT   | 0    | Collisione con V. Bottas | 10      |       |

## Classifiche mondiali

### Piloti
| Pos | Pilota           | Punti |
| --- | ---------------- | ----- |
| 1   | Max Verstappen   | 437   |
| 2   | Lando Norris     | 374   |
| 3   | Charles Leclerc  | 356   |
| 4   | Oscar Piastri    | 292   |
| 5   | Carlos Sainz Jr. | 290   |
| 6   | George Russell   | 245   |
| 7   | Lewis Hamilton   | 223   |
| 8   | Sergio Pérez     | 152   |
| 9   | Fernando Alonso  | 70    |
| 10  | Pierre Gasly     | 42    |
| 11  | Nico Hülkenberg  | 41    |
| 12  | Yuki Tsunoda     | 30    |
| 13  | Lance Stroll     | 24    |
| 14  | Esteban Ocon     | 23    |
| 15  | Kevin Magnussen  | 16    |
| 16  | Alexander Albon  | 12    |
| 17  | Daniel Ricciardo | 12    |
| 18  | Oliver Bearman   | 7     |
| 19  | Franco Colapinto | 5     |
| 20  | Zhou Guanyu      | 4     |
| 21  | Liam Lawson      | 4     |

### Costruttori
| Pos | Costruttore                  | Punti |
| --- | ---------------------------- | ----- |
| 1   | McLaren-Mercedes             | 666   |
| 2   | Ferrari                      | 652   |
| 3   | Red Bull Racing-Honda RBPT   | 589   |
| 4   | Mercedes                     | 468   |
| 5   | Aston Martin Aramco-Mercedes | 94    |
| 6   | Alpine-Renault               | 65    |
| 7   | Haas-Ferrari                 | 58    |
| 8   | RB-Honda RBPT                | 46    |
| 9   | Williams-Mercedes            | 17    |
| 10  | Kick Sauber-Ferrari          | 4     |

## Decisioni della FIA
Max Verstappen della Red Bull Racing è stato penalizzato di dieci secondi sul tempo di gara e di due punti sulla superlicenza per aver causato una collisione con Oscar Piastri della McLaren, alla curva 1. La penalità è stata scontata durante una sosta ai box. Valtteri Bottas della Sauber è stato penalizzato di dieci secondi sul tempo di gara e di due punti sulla superlicenza per aver causato una collisione con Sergio Pérez della Red Bull Racing, alla curva 6. La penalità è stata scontata durante una sosta ai box. Bottas viene anche penalizzato di cinque posizioni sulla griglia di partenza nel prossimo Gran Premio a cui prende parte e di tre punti sulla superlicenza per aver causato una collisione con Kevin Magnussen della Haas, alla curva 6.
Piastri è stato penalizzato di dieci secondi sul tempo di gara e di due punti sulla superlicenza per aver causato una collisione con Franco Colapinto della Williams, alla curva 6. La penalità è stata scontata durante una sosta ai box. Zhou Guanyu della Sauber è stato penalizzato di cinque secondi sul tempo di gara per falsa partenza. La penalità è stata scontata durante una sosta ai box.
Lance Stroll dell'Aston Martin è stato penalizzato di cinque secondi sul tempo di gara per non aver rispettato i limiti del tracciato in più occasioni. Il canadese, dodicesimo all'arrivo, scala in quattordicesima posizione. Liam Lawson della RB ha ricevuto una penalità di dieci secondi di stop and go in quanto è stato rilasciato dai meccanici dalla propria piazzola in condizioni non di sicurezza, al termine di un pit stop. La penalità è stata scontata durante una sosta ai box.
Magnussen non riceve sanzioni per non aver seguito le istruzioni stabilite dalla direzione gara. Il danese ha effettuato una prova di partenza all'uscita della corsia dei box, prima della gara.